# 1992 (série télévisée)
 (août 2018).
1992 est une série télévisée italienne en dix épisodes de 52 minutes créée par Alessandro Fabbri, Ludovica Rampoldi et Stefano Sardo sur une idée de Stefano Accorsi, produite par Wildside en collaboration avec Sky et LA7, et diffusée entre le 24 mars et le 21 avril 2015 sur les chaines Sky Atlantic et Sky Cinema 1. Elle est également transmise à partir du 7 octobre 2015 sur Super Channel au Canada et de la fin 2015 en France sur OCS.
C'est le premier volet d'une trilogie suivi par 1993 (it), diffusé en 2017 en Italie, puis par 1994 (it) diffusé en 2019.
Elle raconte la vie de six personnages dont les existences se croisent et sont fortement influencées par les enquêtes anticorruption lancées par le Juge Di Pietro qui secouent le monde politique et économique italien au début des années 1990.

## Synopsis
Le 17 février 1992 à Milan, le procureur Di Pietro arrête le député du PSI Mario Chiesa en possession de plusieurs millions de lires provenant d'un pot de vin versé par un entrepreneur qui l'a dénoncé. Lâché par son parti, Chiesa ainsi que l'entrepreneur exposent le vaste mécanisme de corruption systématique qui sévit à Milan : les politiques exigent le versement d'un pourcentage pour l'attribution des marchés publics, permis ou autorisations. Di Pietro, juge obstiné, honnête et compétent vient de lancer l'opération Mani pulite. Il est entouré d'un pool de collaborateurs motivés parmi lesquels le policier Luca Pastore, l'un des six personnages de fiction dont les parcours se croisent tout au long de la série.
Les destins de six personnages se croisent dans l'Italie du début des années 1990 alors que commence l'opération Mani pulite: Leonardo Notte, publicitaire qui essaie de garder le contrôle de ses affaires après les événements Mani pulite. Bibi Mainaghi, fille rebelle d'un puissant homme d'affaires qui se suicide. Luca Pastore est un officier de police qui travaille aux côtés du magistrat Antonio Di Pietro pour déterrer la vérité sur le système de la corruption. Rocco Venturi est un flic qui travaille avec Pastore, mais qui n'est pas celui qu'il prétend être. Pietro Bosco est un ancien soldat qui décide d'entrer au Parlement sur le côté de la Ligue du Nord. Veronica Castello est une showgirl qui travaille dans une petite chaîne de télévision à Milan, décide de devenir une célébrité de la télévision nationale, même si cela signifie vendre son corps.

## Fiche technique
- Titre : 1992
- Réalisation : Giuseppe Gagliardi
- Scénario et création : Alessandro Fabbri, Ludovica Rampoldi, Stefano Sardo
- Direction musicale : Davide Dileo
- Direction artistique : Roberto Caruso
- Décors : Daniela Zorzetto
- Costumes : Marco Alzari
- Photographie : Michele Paradisi
- Son : Lilio Rosato
- Montage : Francesca Calvelli
- Production : Mario Gianani et Lorenzo Mieli
- Sociétés de production : Wild Side en collaboration avec LA7 et Sky
- Langue originale : italien
- Pays d'origine : Italie
- Format : couleurs, 2.35 : 1
- Genre : historique, politique, drame
- Durée : 10 x 52 minutes
- Diffusion :

## Distribution

### Rôles et personnages principaux
| Acteur/Actrice                               | Photo | Personnage |
| -------------------------------------------- | ----- | --- |
| Stefano Accorsi (VFB : Nicolas Matthys)      |       | Leonardo Notte est un jeune publicitaire ambitieux, habile et cynique qui travaille à Publitalia '80 régie publicitaire de Fininvest, le groupe de Silvio Berlusconi. Constamment à l'affût d'idées nouvelles et de l'air du temps, il a parfois du mal à convaincre Marcello Dell'Utri, son prudent et conservateur patron, de l'intérêt de ses projets novateurs et en particulier de l'entrée en politique de Berlusconi. En effet, pour lui les soubresauts qui agitent la vie politique italienne sont une opportunité dont il faut se servir. Il a quitté Bologne et un passé trouble pour s'installer à Milan où il mène une vie de Don Juan : entre autres aventures, il a une brève relation avec Veronica puis Bibi. Seule l'arrivée de sa fille adolescente qu'il ne connaissait pas, Viola, semble éveiller en lui des sentiments. |
| Guido Caprino (VFB : Michelangelo Marchese)  |       | Pietro Bosco est un vétéran de la Guerre du Golfe, congédié de l'armée pour avoir dénoncé les agissements délictueux de son supérieur, qui revient au pays sans perspective d'avenir. Impulsif, il sauve d'une agression un homme qui se trouve être un responsable de la Ligue du Nord. Bien qu'il soit plus enclin à se servir de ses muscles que de sa cervelle, sa bravoure en fait rapidement l'icône du parti populiste qui lui propose d'être candidat aux élections qui s'annoncent. Le climat de défiance à l'égard de partis politiques en place lui permet d'être élu et il entre dans le monde parlementaire auquel il ne comprend pas grand chose et dans lequel il fait figure de bête curieuse. Même s'il continue à suivre ses principes en défendant, maladroitement, un ex compagnon d'armes malade, il comprend qu'il lui faut apprendre à faire des compromis et se trouver des alliés. Cela lui est d'autant plus nécessaire qu'il s'est entiché de la splendide Veronica qui, à bout de ressource, s'est installée avec lui mais lui a mis un marché en main : elle reste s'il lui obtient un engagement à la télévision. Pietro trouve un soutien et un mentor inattendu en la personne de Gaetano Nobile, un vieux routier de la Démocratie chrétienne, Napolitain de surcroît.                       |
| Miriam Leone (VFB : Mélanie Dermont)         |       | Veronica Castello est une magnifique jeune femme de 25 ans qui, se sentant mal aimée, aspire profondément à être célèbre en devenant meneuse de revue d'une émission de variétés sur une chaine nationale. Pour cela, elle ne ménage ni sa peine ni son corps. Quand son protecteur et amant du moment, Michele Mainaghi, se décide enfin à user de son influence pour lui obtenir le poste tant convoité, il est rattrapé par l'enquête du juge Di Pietro. Elle renoue alors avec Leonardo Notte chez lequel elle s'installe, sympathise avec sa fille et semble trouver une certaine stabilité. Mais Leo, incapable de se fixer sentimentalement, l'abandonne peu élégamment entre les mains d'un producteur libidineux qui ne songe qu'à profiter d'elle. Elle se souvient alors de la proposition de Pietro Bosco qui pourrait utiliser sa position de député pour lancer sa carrière. La vie commune s'organise, Pietro tient sa promesse et Veronica se laisse petit à petit toucher par la sincérité des sentiments et l'ardeur à la défendre de ce joueur de rugby mal dégrossi. Alors que sa carrière décolle enfin, elle découvre qu'elle est enceinte d'un enfant qu'elle ne désire pas contrairement à Pietro qui souhaite fonder une famille. Quand elle lui annonce qu'elle a avorté, sa réaction est terrible. |
| Domenico Diele (it) (VFB : Alexandre Crépet) |       | Luca Pastore est un jeune policier de l'équipe de Di Pietro, d'autant plus motivé à résoudre les enquêtes menées par son supérieur qu'il a des raisons personnelles de les faire aboutir. En effet, à la suite d'une blessure par balle en service, il subit une transfusion sanguine avec du sang infecté acheté à bas prix et mis en circulation par l'entreprise Mainaghi. Malade du SIDA, son désir de justice se mue en obsession vengeresse. Afin d'obtenir des informations, il se lie avec Bibi Mainaghi mais la détresse et la vulnérabilité de la jeune femme l'émeuvent et ils entament une liaison. Bibi promet de l'aider puis change brusquement d'attitude ce qui blesse profondément Luca qui poursuit néanmoins ses propres recherches. Pour cela il utilise la journaliste Giulia Castello ou soudoie le gardien des entrepôts Mainaghi. Ce jeu personnel le met en porte à faux avec Di Pietro qui le renvoie puis le réintègre au vu de ses qualités d'enquêteur. |
| Tea Falco (VFB : Alicia Swabey)              |       | Beatrice Mainaghi, dite « Bibi » |
| Alessandro Roja (it) (VFB : Karim Barras)    |       | Rocco Venturi |

### Rôles secondaires
- Antonio Gerardi (VFB : Jean-Michel Vovk) : Juge Antonio Di Pietro
- Pietro Ragusa : Juge Gherardo Colombo
- Natalino Balasso : Juge Piercamillo Davigo
- Tommaso Ragno : Michele Mainaghi, homme d'affaires, père de Bibi et amant de Veronica
- Thomas Trabacchi : Attilio Arnaldi, avocat de Mainaghi
- Elena Radonicich : Giulia Castello, journaliste et sœur de Veronica
- Fabrizio Contri : Marcello Dell'Utri, directeur de Publitalia '80
- Bebo Storti, Maurizio Lombardi, Silvia Degrandi : membres de l'équipe de Leonardo à Publitalia '80
- Irene Casagrande : fille de Leonardo
- Dalila Di Lazzaro : Amanda, vielle amie et amante de Leonardo
- Bianca Vitali : Angelica, fille adolescente d'Amanda
- Agnese Claisse : Bianca, amour de jeunesse de Leonardo
- Teco Celio (VFB : Alexandre Von Sivers) : Gianni Bortolotti, député de la Lega Nord
- Gianfelice Imparato : Gaetano Nobile, député démocrate chrétien
- Marco Brinzi : Massimo Lorenzon, compagnon d'armes de Pietro
- Miro Landoni : Dino Bosco, père de Pietro
- Anna Bellato : Francesca, ex petite amie de Luca

## Musique
La direction musicale est assurée par Davide Dileo. Outre sa musique originale on peut également entendre : Above the clouds / Paul Weller ; All That She Wants / Ace of Base ; Daydream / Smashing Pumpkins ; Everybody Hurts, Nightswimming / R.E.M. ; Found Love / Double Dee ; Gypsy Woman / Crystal Waters ; I Nearly Lost You / Screaming Trees ; Killer / Seal ; Movin' on up / Primal Scream ; Non amarmi / Aleandro Baldi et Francesca Alotta ; Please Don't Go / Double You ; Set Adrift on Memory Bliss / PM Dawn ; Taillights fade / Buffalo Tom ; The Concept / Teenage Fanclub ; (Trhu) The Gates of the Big Fruit / Urban Dance Squad ; Waiting for the Miracle / Leonard Cohen ; Washer / Slint